# Mabel Wisse Smit
Mabel Wisse Smit (ur. 11 sierpnia 1968) – wdowa po księciu Janie Friso, młodszym bracie króla Holandii – Wilhelma Aleksandra. Oficjalny – grzecznościowy tytuł Jej Królewska Wysokość Mabel, księżna Oranje-Nassau, Pani van Amsberg.
Mabel Martine urodziła się jako najstarsza córka Henka Losa i Flos Kooman. Jej ojciec zmarł kiedy Mabel miała dziesięć lat. Matka drugi raz wyszła za mąż za Petera Wisse Smita. W 1984 Mabel przyjęła nazwisko ojczyma. Mabel ma dwie młodsze siostry.
Nauki pobierała Gemeentelijk Gymnasium w Hilversum. Studiowała ekonomię i nauki polityczne na Universiteit van Amsterdam.
Pracowała w United Nations Secretariat w Nowym Jorku, dla Shella w Malezji, Ministerstwa Spraw Zagranicznych w Hadze i ABNAMRO Bank w Barcelonie. W 1994 została dyrektorem European Action Council for Peace in the Balkans – pozarządowej organizacji na rzecz pokoju, demokracji i stabilizacji na Bałkanach. Współzałożyła fundację War Child Netherlands. Była dyrektorem w Open Society Institute w Brukseli.

## Księżna Oranje-Nassau

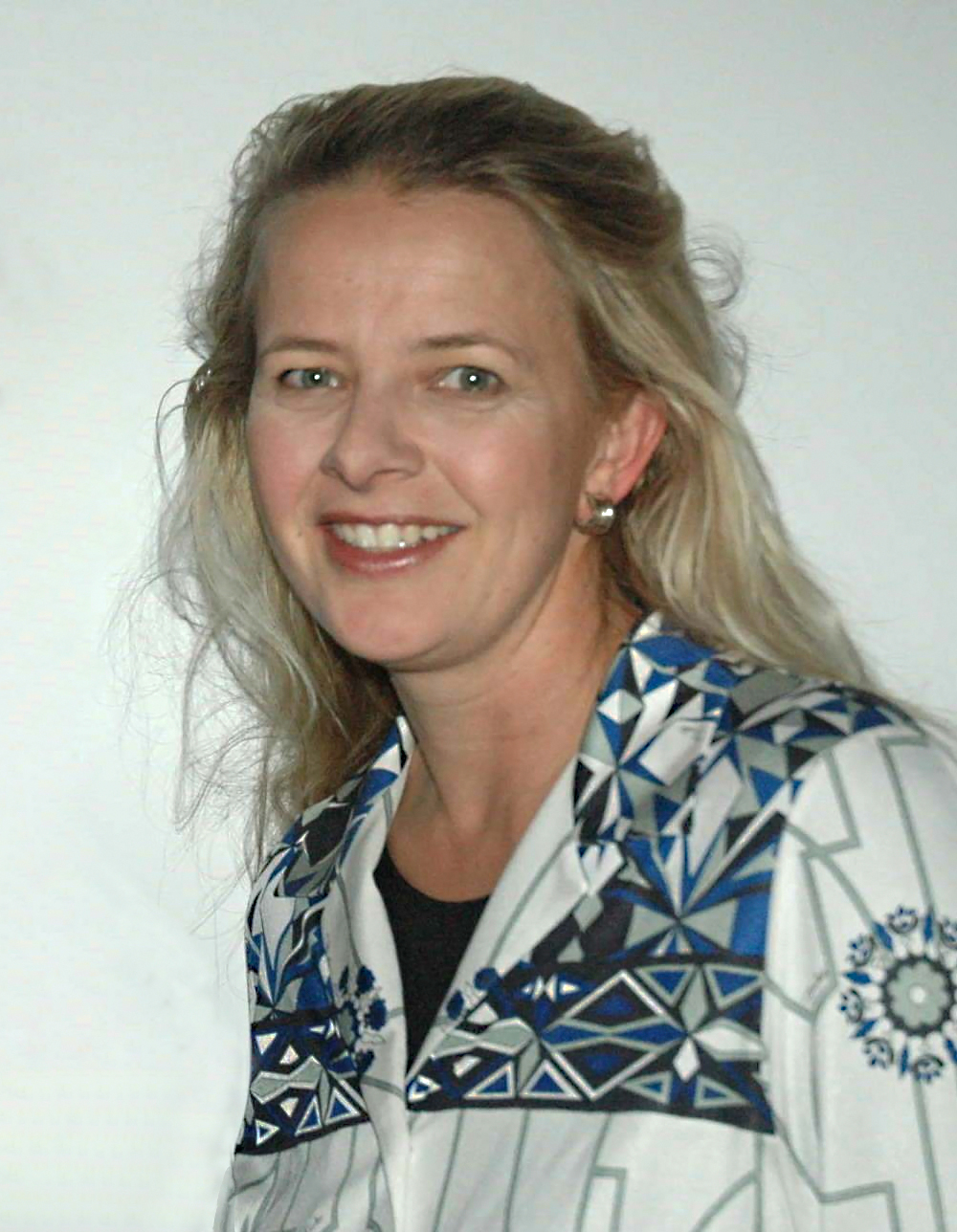
Mabel Wisse Smit

30 czerwca 2003 ogłoszono zaręczyny Johana Friso z Mabel Wisse Smit. Książę nie uzyskał zgody parlamentu na to małżeństwo. Premier Jan Peter Balkenende wytłumaczył, że chodziło tu o przeszłość książęcej narzeczonej. Mabel przyznała w 2003 r., że we wcześniejszym oświadczeniu nie podała wszystkich informacji na temat swojej przeszłości. Chodziło tu o jej znajomość z Klaasem Bruinsmą (1953–1991) zwanym Ojcem Chrzestnym holenderskiego handlu narkotykami. To „złamanie zaufania” było przyczyną, dla której parlament nie wyraził zgody na to małżeństwo. Mimo to do ślubu doszło 24 kwietnia 2004. Tym samym książę i jego potomkowie stracili prawo dziedziczenia holenderskiego tronu, jednak po ślubie Mabel przysługują nadal tytuły jej męża.
Na podstawie Ustawy o Członkostwie w Rodzinie Królewskiej z 2002 książę Johan-Friso utracił tytuł księcia Niderlandów, jak i tytuł członka Rodziny Królewskiej. Od czasu ślubu księciu przysługuje tytuł księcia Oranje-Nassau i dziedziczny tytuł hrabiego Oranje-Nassau. Dzieci narodzone z tego związku będą nosiły tytuł hrabiego/hrabianki Oranje-Nassau, barona/baronówny van Amsberg i nazwisko Van Oranje-Nassau van Amsberg. Tak jest w przypadku pierwszej córki pary.
Johan Friso i Mabel mają dwie córki:
- Emmę Luanę Ninette Sophie (ur. 26 marca 2005), zwanej Luaną,
- Joannę Zarię Nicoline Milou (ur. 18 czerwca 2007), zwanej Zarią.

Mabel wraz z rodziną mieszka w Londynie.

## Odznaczenia
- Krzyż Wielki Orderu Domowego Orańskiego (2022)[1]